# Argiolestes alfurus
Argiolestes alfurus е вид водно конче от семейство Megapodagrionidae.

## Разпространение
Видът е разпространен в Индонезия (Малуку).